# Florian Bauer
Pour les articles homonymes, voir Bauer.
Florian Bauer (né le 11 février 1994 à Töging am Inn) est une bobeur allemand.

## Palmarès

### Jeux olympiques
- : médaillé d'argent en bob à deux aux Jeux olympiques d'hiver de 2022 à Pékin  Chine.
- : médaillé d'argent en bob à quatre aux Jeux olympiques d'hiver de 2022 à Pékin  Chine.

### Championnats monde
- : médaillé d'argent en bob à 4 aux championnats du monde de 2020, 2024 et 2025.
- : médaillé de bronze en bob à 4 aux championnats du monde de 2021.

### Coupe du monde
- 31 podiums  : 
  - en bob à 2 : 1 victoire et 4 deuxièmes places.
  - en bob à 4 : 7 victoires, 10 deuxièmes places et 8 troisièmes places.

#### Détails des victoires en Coupe du monde
| Édition   | Bob à 2     | Bob à 4                      |
| 2018-2019 |             | Königssee                    |
| 2019-2020 | Lake Placid | Winterberg                   |
| 2023-2024 |             | Pékin x2 Saint-Moritz        |
| 2024-2025 |             | Lillehammer I Lillehammer II |